# Felice Lombardi
Felice Lombardi (* 12. Juli 1791 in Airolo; † 20. Juni 1863 ebenda) war ein Schweizer Politiker und Leiter des Hospizes auf dem Gotthardpass.

## Leben
Er war der Sohn des Bergbauern Giuseppe Lombardi. Zuerst absolvierte er eine Schneiderlehre in Mailand, dann kehrte er nach Hause zurück und arbeitete als Postkondukteur auf der Gotthardroute. 1828 erhielt er für zehn Jahre das Monopol im Kanton Tessin für die Herstellung von Bier. 
Als Politiker sass er zwischen 1834 und 1839 im Tessiner Grossrat und wurde 1841 vom Tessiner Staatsrat zum Leiter des Hospizes auf dem Gotthardpass ernannt.